# Macroglossum melanura
Macroglossum melanura är en fjärilsart som beskrevs av Jordan 1926. Macroglossum melanura ingår i släktet Macroglossum och familjen svärmare. Inga underarter finns listade i Catalogue of Life.